# 파이칭어
파이칭어(Paicî)는 누벨칼레도니 본토의 20여개 언어 중에서 가장 널리 쓰이는 언어로, 섬 중부에 걸친 푸앵디미에와 포네리우앙 일대에서 사용된다.

## 음운론
파이칭어의 자음 체계는 다른 누벨칼레도니 언어에 비해 단순한 편이지만, 비모음이 유별나게 많이 사용된다. 파이칭어 음절은 CV 구조만 가능하다.

### 자음
|        |        | 양순음 | 양순음   | 후치경음 | 경구개음 | 연구개음 |
| 단순   | 순음   |        |          | 후치경음 | 경구개음 | 연구개음 |
| ------ | ------ | ------ | -------- | -------- | -------- | -------- |
| 비음   | 비음   | <m> m  | <mw> mʷ  | <n> n̠    | <ny> ɲ   | <ng> ŋ   |
| 파열음 | 무성   | <p> p  | <pw> pʷ  | <t> t̠    | <c> c    | <k> k    |
| 파열음 | 선비음 | <b> ᵐb | <bw> ᵐbʷ | <d> ⁿ̠d̠   | <j> ᶮɟ   | <g> ᵑɡ   |
| 탄음   | 탄음   |        |          | <r> ɾ̠    |          |          |
| 접근음 | 접근음 |        |          | <l> l̠    | <y> j    | <w> w    |

경구개 파열음은 강한 마찰을 동반하여 발음되므로 파찰음으로 볼 수도 있다. 설측음과 탄음은 몇몇 차용어나 접두사 /ɾɜ/를 제외하면 단어 첫머리에 오지 않는다.
비음 뒤에는 항상 비모음이 오지만, 선비음화된 파열음 뒤에는 항상 구강 모음이 오므로, 비음과 선비음화된 파열음은 서로 이음 관계에 있다고 볼 수 있다. 이 경우 파이칭어 자음 음소의 개수는 13개가 된다.

### 모음
파이칭어는 열 개의 구강 모음에 각각 단모음과 장모음이 존재하며, 장단의 구별이 일부 있는 일곱 개의 비모음이 있다. 두 단모음이 연달아 오면 각각 성조를 가질 수 있지만 장모음은 하나의 성조만 가질 수 있기 때문에, 장모음은 모음의 연쇄가 아니라 음소적 장음인 것으로 보인다.
|          | 전설  | 전설  | 중설  | 중설  | 후설  | 후설  |
| 구강     | 비강  | 구강  | 비강  | 구강  | 비강  |       |
| -------- | ----- | ----- | ----- | ----- | ----- | ----- |
| 고모음   | <i> i | <î> ĩ | <ù> ɨ | <ü> ɨ̃ | <u> u | <û> ũ |
| 중고모음 | <é> e | <ê> ɛ̃ | <e> ɘ | <ä> ɜ̃ | <o> o | <ô> ɔ̃ |
| 중저모음 | <è> ɛ | <ê> ɛ̃ | <ë> ɜ | <ä> ɜ̃ | <ö> ɔ | <ô> ɔ̃ |
| 저모음   |       |       | <a> a | <â> ɐ̃ |       |       |

### 성조
파이칭어는 이웃 언어인 체무힝어와 함께 변별적 성조가 발달한 몇 안 되는 오스트로네시아어족 언어 중 하나로, 고조, 중간조, 저조의 세 가지 음높이가 있다. 또한 고유한 성조가 없고 환경에 따라 성조가 결정되는 모음도 존재한다. 보통 한 단어의 모음은 성조가 모두 같으므로, 성조는 음절이 아닌 단어 단위로 부여되는 것일 수 있다.

## 참조
- Gordon, Matthew; Maddieson, Ian (Dec 1996). “The phonetics of Paici” (PDF). 《UCLA Working Papers in Phonetics》 93.
- Rivierre, Jean-Claude (1974). “Tons et segments du discours en langue paicî (Nouvelle-Calédonie)”. 《Bulletin de la Société de Linguistique de Paris》 69 (1): 325–340.
- Rivierre, Jean-Claude. 1983. Dictionnaire paicî - français, suivi d'un lexique français - paicî. Paris : Société d'Etudes linguistiques et anthropologiques de France, 1983. 375p.